# Военный Городок (станция)
Вое́нный Городо́к – станция Восточно-Сибирской железной дороги на Транссибирской магистрали в Иркутской области. Относится к Иркутскому региону ВСЖД.
Находится на 5181 километре Транссибирской магистрали на территории города Иркутск.